# Henrik Forsius
Henrik Runar Forsius, född 24 augusti 1921 i Helsingfors, död där 27 februari 2018, var en finländsk läkare, genetiker och professor.
Forsius blev medicine och kirurgie doktor 1954 vid Helsingfors universitet. Han var 1965–1986 professor i ögonsjukdomar vid Uleåborgs universitet, sedan 1963 forskare vid Folkhälsans genetiska institut i Helsingfors. Han var en populationsgenetiker som har beskrivit flera ärftliga ögonsjukdomar och klimatets effekt på ögonen.
Forsius var hedersmedlem av International society of geographical ophthalmology och Finska läkaresällskapet. 